# Cyphellostereum pusiolum
Cyphellostereum pusiolum är en lavart som först beskrevs av Berk. & M.A. Curtis, och fick sitt nu gällande namn av D.A. Reid 1965. Cyphellostereum pusiolum ingår i släktet Cyphellostereum, klassen Agaricomycetes, divisionen basidiesvampar och riket svampar.   Inga underarter finns listade i Catalogue of Life.